# Amadaiya Rennie
Amadaiya Rennie (ur. 17 marca 1990 w Monrovii) – liberyjski piłkarz, grający na pozycji prawoskrzydłowego.

## Kariera klubowa
Rennie profesjonalną karierę rozpoczął w klubie Mighty Barolle. Był kapitanem reprezentacji Liberii U-20, w 2007 roku wybrano go najbardziej perspektywicznym i wartościowym graczem w ekstraklasie liberyjskiej, co przykuło uwagę klubów z innych krajów. Zainteresowanie wyraziły m.in. włoska Siena i klub z amerykańskiej MLS Portland Timbers. Mówiono o nim m.in., że jest liberyjską wersją Zlatana Ibrahimovicia lub Emmanuela Adebayora. Ostatecznie jednak trafił do ekstraklasy szwedzkiej, związał się z IF Elfsborg, nie zrobił jednak kariery w tym klubie, zaliczył zaledwie dwa występy w ekstraklasie. 
W 2011 roku na kilka miesięcy przeniósł się do GAIS, następnie zaś został graczem Degerfors IF, klubu grającego w drugiej lidze. Po wypełnieniu kontraktu na początku 2014 roku jako wolny zawodnik przeniósł się do Hammarby IF, z którym związał się trzyletnią umową. W 2015 roku był wypożyczony do SK Brann. Latem 2016 przeszedł do Antalyasporu. Następnie grał w: egipskim Haras El-Hodood SC (2018-2019), Gönyeli SK z Cypru Północnego (2019-2010), malezyjskim UKM FC (2010) i szwedzkim IFK Esklistunda (2021).

## Kariera reprezentacyjna
W reprezentacji Liberii zadebiutował 26 marca 2008 roku w wygranym 2:0 towarzyskim meczu z Sudanem. Od 2008 do 2015 rozegrał w kadrze narodowej 4 mecze.